# جین چابولد
جین چابولد (به انگلیسی: Jean Tschabold) ژیمناست زادهٔ ۲۵ دسامبر ۱۹۲۵ میلادی اهل کشور سوئیس است.